# 2979 Murmansk
2979 Murmansk (1978 TB7) là một tiểu hành tinh vành đai chính được phát hiện ngày 2 tháng 10 năm 1978 bởi L. Zhuravleva ở Nauchnyj.